# Куриматау-Осидентал (микрорегион)

Куриматау-Осидентал на карте.

Куриматау-Осидентал (порт. Microrregião do Curimataú Ocidental) — микрорегион в Бразилии. входит в штат Параиба. Составная часть мезорегиона Сельскохозяйственный район штата Параиба. Население составляет 	119 735	 человек (на 2010 год). Площадь — 	3911,607	 км². Плотность населения — 	30,61	 чел./км².

## Демография
Согласно сведениям, собранным в ходе переписи 2010 г. Национальным институтом географии и статистики (IBGE), население микрорегиона составляет:						
| Полное население                             | Полное население                             | Полное население                             | Полное население                             | 119 735 |
| -------------------------------------------- | -------------------------------------------- | -------------------------------------------- | -------------------------------------------- | ------- |
| в том числе:                                 | Городское население                          | 78 029                                       | Процент городского населения, %              | 65,17   |
|                                              | Сельское население                           | 41 706                                       | Процент сельского населения, %               | 34,83   |
|                                              | Мужское население                            | 58 863                                       | Процент мужского населения, %                | 49,16   |
|                                              | Женское население                            | 60 872                                       | Процент женского населения, %                | 50,84   |
| Плотность населения, чел/км²                 | Плотность населения, чел/км²                 | Плотность населения, чел/км²                 | Плотность населения, чел/км²                 | 30,61   |
| Население микрорегиона в % к населению штата | Население микрорегиона в % к населению штата | Население микрорегиона в % к населению штата | Население микрорегиона в % к населению штата | 3,18    |

## Статистика
- Валовой внутренний продукт на 2003 год составляет 222 637 761,00 реалов (данные: Бразильский институт географии и статистики).
- Валовой внутренний продукт на душу населения на 2003 год составляет 2038,77 реалов (данные: Бразильский институт географии и статистики).
- Индекс развития человеческого потенциала на 2000 год составляет 0,591 (данные: Программа развития ООН).

## Состав микрорегиона
В составе микрорегиона включены следующие муниципалитеты:
1. Алгодан-ди-Жандаира
2. Арара
3. Барра-ди-Санта-Роза
4. Куйте
5. Дамиан
6. Нова-Флореста
7. Оливедус
8. Посиньюс
9. Ремижиу
10. Соледади
11. Сосегу